# 夏景和
夏景和（1454年—？），字時雍，陝西秦州衛軍籍，湖廣長沙府長沙縣人，明朝政治人物。

## 生平
陝西鄉試第五十三名舉人。成化二十三年（1487年）中式丁未科會試第十六名，三甲第一百二十九名進士。弘治七年（1494年）十二月实授廣東道監察御史，十五年巡按浙江，十七年四月升山西按察司副使，正德二年（1507年）九月升福建按察使，五年正月升浙江右布政使，八月升都察院右副都御史、巡抚宣府，六年十一月科道論劾去職。

## 家族
曾祖夏成；祖父夏榮；父夏俊，母曹氏。永感下。